# 라이무

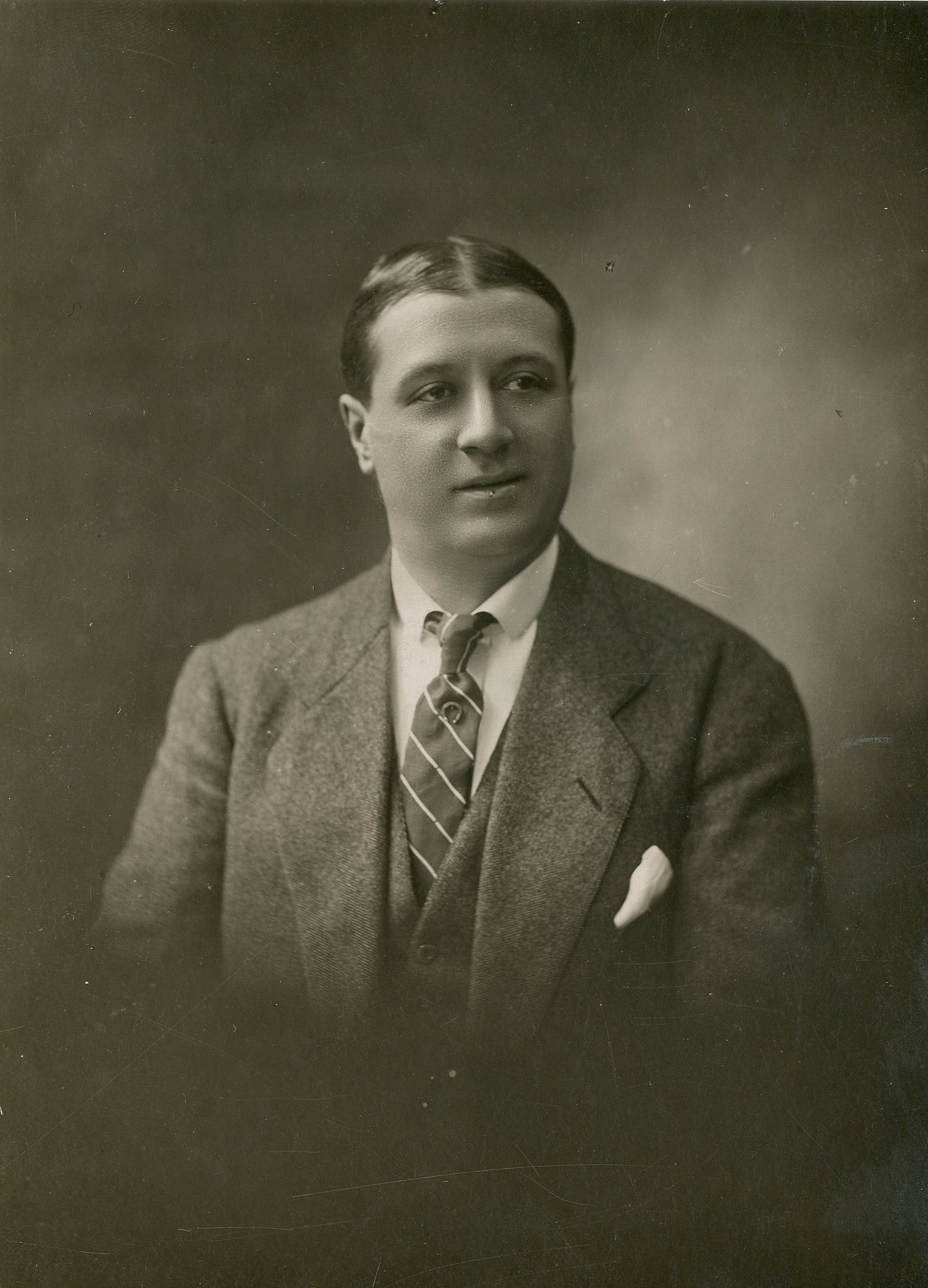

라이무(Jules Auguste César Muraire, 1883년 12월 18일 ~ 1946년 9월 20일)는 프랑스의 배우, 논픽션 작가, 연극 배우, 영화배우이다.
툴롱에서 태어났으며 뇌이쉬르센에서 사망하였다.

## 영화
- 제빵사의 아내 (1938년) - 아이마블 카스타니에 역
- 이상한 빅토르 씨 (1938년) - 빅토르 역
- 스포츠의 왕 (1937년)
- 무도회의 수첩 (1937년)
- La Chaste Suzanne (1937년)
- 낙서 (1937년)
- 세자르 (1936년)
- 꿈을 꾸다 (1936년) - 르 마리 역
- 패니 (1932년)
- 마리우스 (1931년)